# Louis Dubourdieu
Louis Thomas Rose Napoléon baron Bourdieu (Martinique, 15 juni 1804 - Toulon, 28 juni 1857) was een Frans admiraal en politicus ten tijde van het Tweede Franse Keizerrijk.

## Biografie
Bourdieu studeerde aan de maritieme school van Angoulême. Tijdens de Franse interventie in Spanje zou hij deelnemen aan het bombardement de Cadix in 1823. In 1827 was hij betrokken bij de Zeeslag bij Navarino, waarbij hij door een kanonskogel werd getroffen in zijn dijbeen. In hetzelfde jaar werd hij luitenant, om in 1831 fregatkapitein te worden.
Hij werd benoemd tot viceadmiraal op 3 februari 1852 en tot maritiem prefect van Toulon in 1852. Als wederdienst voor zijn steun in de Krimoorlog, benoemde keizer Napoleon III hem op 12 juni 1856 tot senator. Hij zou in de Senaat blijven zetelen tot zijn overlijden een jaar later in 1857.
Hij was grootofficier in het Legioen van Eer en ridder in de Orde van de Heilige Lodewijk.